# Medvědkovo (stanice metra v Moskvě)
Medvědkovo (rusky Медведково) je stanice moskevského metra.

## Charakter stanice
Medvědkovo se nachází na Kalužsko-Rižské lince, je její severní konečnou. Je to mělce založená (10 m pod povrchem) hloubená stanice s ostrovním nástupištěm podpíraná dvěma řadami sloupů. Na obklad stanice byl použit narůžovělý mramor a nerezová ocel. Stěny za nástupištěm jsou obloženy tvarovkami ve tvaru trojúhelníků z eloxovaného hliníku střídané v pravidelných intervalech různými reliéf. Ze stanice otevřené 30. září 1978 vedou dva výstupy do povrchových vestibulů. Ty jsou součástí rozsáhlých přestupních uzlů na povrchovou dopravu vedoucí do sousedních měst.